# Union 05 Kayl-Tétange
Union 05 Kayl-Tétange (lux. Union 05 Keel-Téiteng) is een Luxemburgse voetbalclub uit de gemeente Kayl, waartoe de dorpen Kayl en Tétange behoren. De traditionele kleur van de fusieclub is rood.

## Geschiedenis
De club ontstond in 2005 na een fusie tussen FC Kayl 07 en SC Tétange. Union 05 speelt in het Stade Victor Marchal. In 2009 promoveerde de club naar de Éirepromotioun en in 2011 werd de club kampioen en promoveerde voor het eerst naar de Nationaldivisioun, het hoogste niveau. Na twee jaar degradeerde men en in 2016 degradeerde de club naar de 1. Divisioun. 

## Eindklasseringen vanaf 2006
| 2 |

| 8 |

| 5 |

| 2 |

| 10 |

| 1 |

| 11 |

| 14 |

| 5 |

| 8 |

| 13 |

| 2 |

| 14 |

| 4 |

| 8 |

| 15 |

| 6 |

| 4 |

| Nationaldivisioun | Éirepromotioun | 1. Divisioun | 2. Divisioun |